# Serge Haroche
Serge Haroche (ur. 11 września 1944 w Casablance) – francuski fizyk, laureat Nagrody Nobla w dziedzinie fizyki; badacz mechaniki kwantowej.

## Życiorys
Studiował w École normale supérieure, a następnie na Université Pierre et Marie Curie, gdzie w 1971 roku uzyskał doktorat z fizyki. Od 2001 roku – profesor na Collège de France, gdzie objął katedrę fizyki kwantowej.
W 1993 roku otrzymał medal im. Alberta Michelsona przyznawany przez Instytut Franklina, zaś w 2009 roku – złoty medal CNRS.
W 2012 roku został – wraz z Davidem Winelandem – uhonorowany Nagrodą Nobla w dziedzinie fizyki za przełomowe metody eksperymentalne, pozwalające na pomiary układów kwantowych i manipulowanie nimi.